# Berklee College of Music

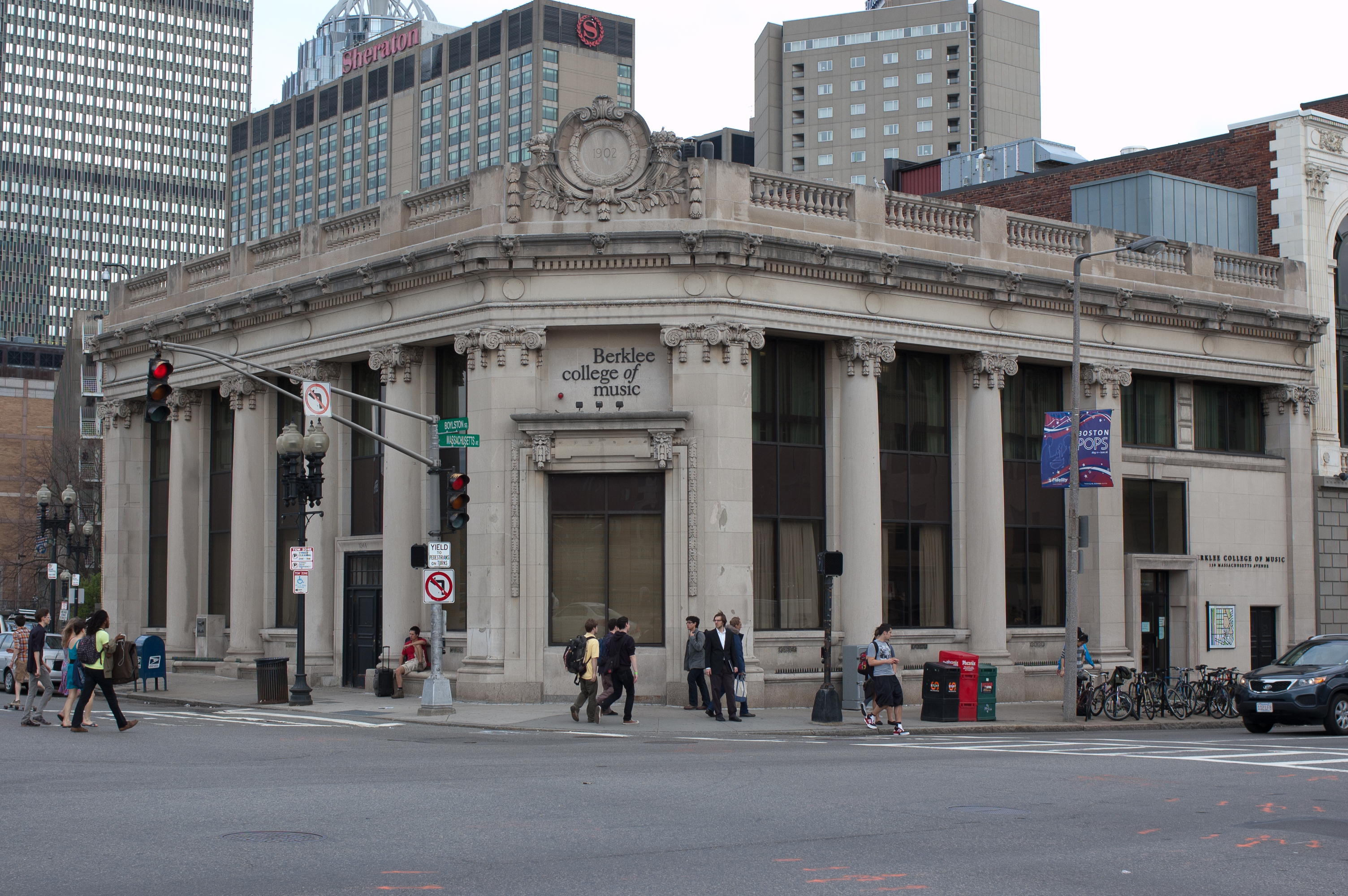
Il palazzo di Boston che ospita le aule del Berklee College of Music.

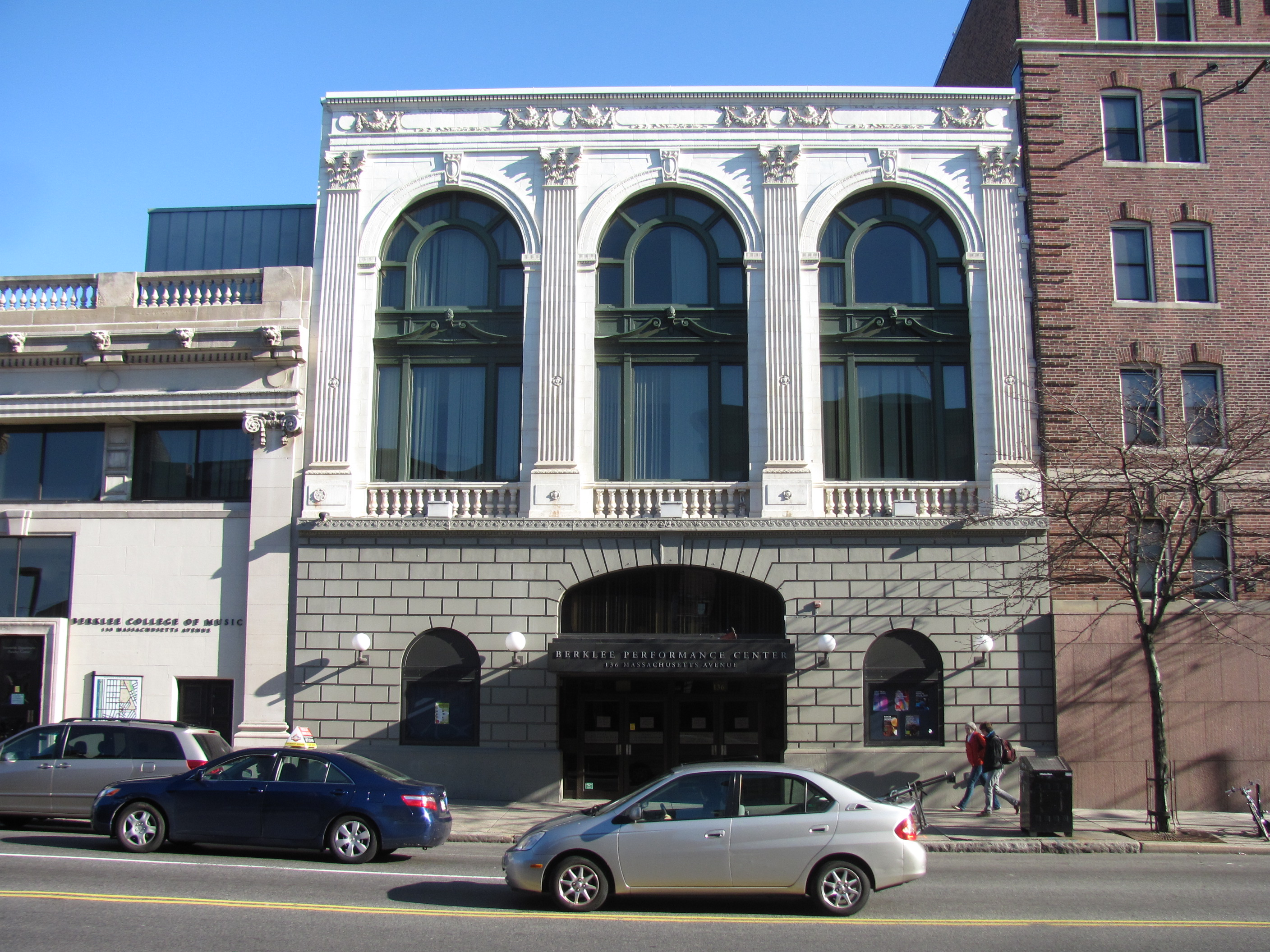
Lo storico Fenway Theater di Boston che, restaurato, dal 1976 è la sede del Berklee Performance Center (BPC), con una sala da concerti per 1.215 spettatori.

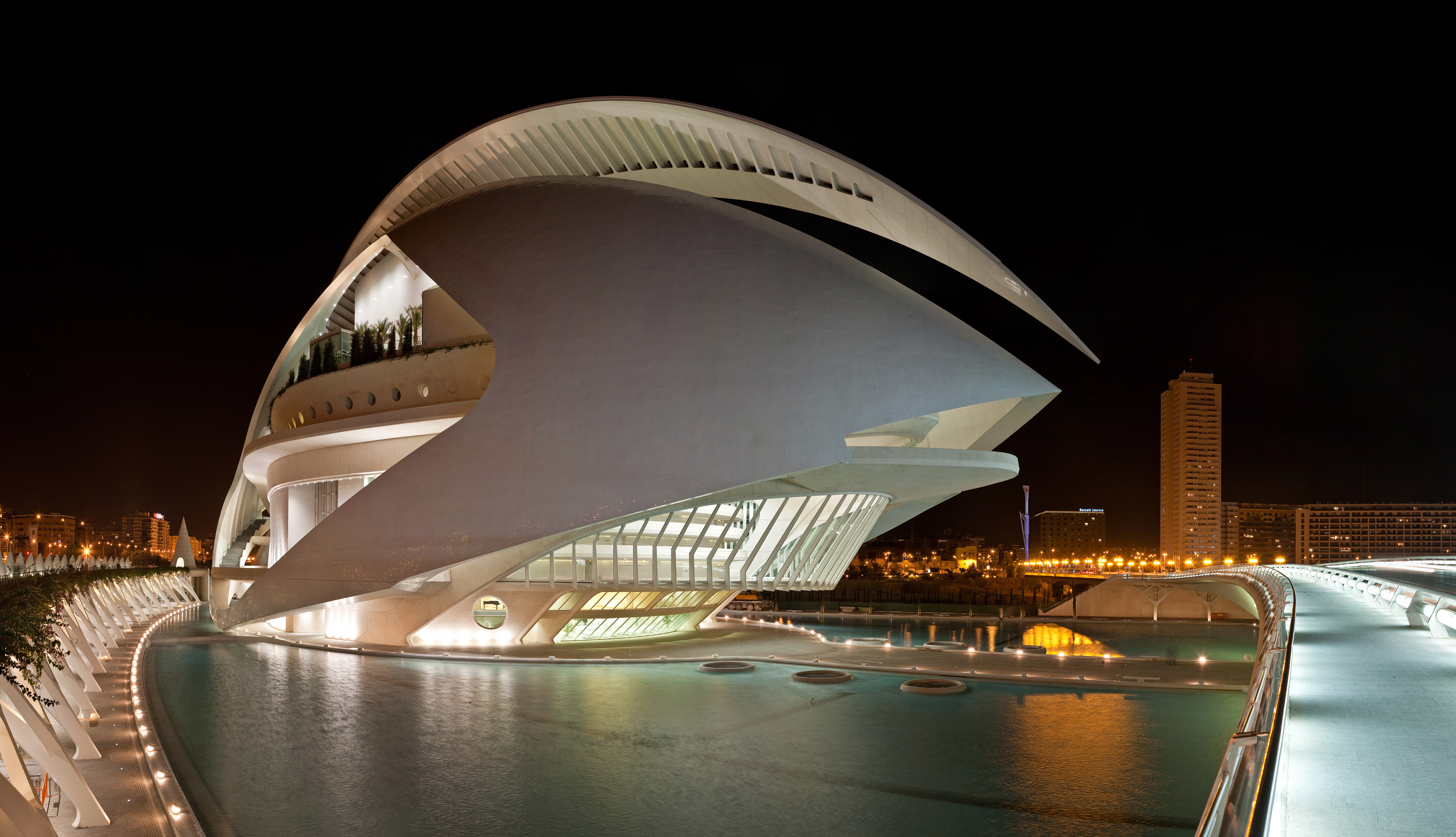
Il primo campus internazionale di Berklee a Valencia, Spagna. È collocato presso il Palau de les Arts «Reina Sofia».

Il Berklee College of Music, fondato a Boston (Massachusetts) nel 1945, è un istituto universitario privato dedicato alla musica contemporanea, allo studio del jazz e della musica moderna americana, ivi compresi corsi sugli studi classici e sugli stili più moderni come il rock, l'hip hop, soul, bluegrass e flamenco.

## Storia
La scuola fu fondata da Lawrence Berk che la chiamò Schillinger House of Music in onore del suo insegnante di musica Joseph Schillinger. Nel 1954, dopo la nascita del figlio, Lee Berk, Lawrence cambiò il nome in Berklee School of Music. Successivamente la scuola fu riconosciuta dal U.S. Secretary of Education (ente per la certificazione delle scuole negli Stati Uniti), e il suo nome mutò definitivamente nel 1973 in Berklee College of Music.
All'epoca in cui fu fondata, la maggior parte delle scuole di musica si focalizzava sulla musica classica; l'intento pionieristico di Berklee fu quello di fornire insegnamenti formali di altre musiche popolari, non disponibili in altre scuole, quali jazz e rock.
Il 1º giugno 2004 Roger H. Brown è diventato il presidente del College.
Nel dicembre 2015 Berklee e Boston Conservatory hanno deciso di fondersi dando vita ad un unico istituto, pur gestendo le ammissioni come due scuole separate.